# Donjosutlanski dijalekt
Donjosutlanski dijalekt (ikavski kajkavsko-čakavski dijalekt, kajkavski donjosutlanski (ikavski) dijalekt) je jedan od dijalekata kajkavskog narječja.
Govori se na uskom području donjeg toka rijeke Sutle i dalje na jug do rijeke Kupe, odnosno u sljedećim općinama: Brdovec, Marija Gorica, dio Pušće i rubni dio Dubravice.
Govor sadrži miješavinu čakavskih i kajakvskih osobina. Pretpostavka je da su njegovi govornici u prošlosti došli iz područja Pounja (Banovine, zapadne BiH i istočne Like) kao govornici južnočakavskih u zbjegovima pred Turcima. Čakavski govori su "kajkavizirani", odnosno poprimili su kajkavske osobine.
U ovom dijalektu jat je prešao u i.
Govor je zaštićen kao kulturno dobro.

## Galerija
- Donjosutlanski je porijeklom pounjski južnočakavski s juga stare zagrebačke županije koji se danas nalazi u južnom Gradišću.
- Veze prema ostalim ikavskim i poluikavskim govorima
- Karta kajkavskih dijalekata u Hrvatskoj i BiH
- Hrvatski poddijalekti